# Große Neuseelandfledermaus
Die Große Neuseelandfledermaus (Mystacina robusta) ist eine ausgestorbene Fledermausart aus der Familie der Neuseelandfledermäuse. Bei der wissenschaftlichen Erstbeschreibung im Jahre 1962 wurde sie noch als Unterart der Kleinen Neuseelandfledermaus (Mystacina tuberculata) angesehen; 1985 erhielt sie aufgrund der morphologischen Unterschiede zwischen den beiden Taxa den Status einer eigenständigen Art (Hill & Daniel 1985).
Die Art ist subfossil und fossil von der Nordinsel und der Südinsel bekannt, wo sie zu Zeiten der Besiedelung Neuseelands durch die Māori weit verbreitet war. Im 20. Jahrhundert kam sie nur noch auf den südlich der Südinsel gelegenen Inseln Stewart Island, Big South Cape und Solomon vor, wo sie 1965 zuletzt gesehen und vermutlich bis 1967 durch die Nachstellung eingeschleppter Ratten ausgerottet wurde. Die Große Neuseelandfledermaus war größer als die nahe verwandte, heute noch existierende Kleine Neuseelandfledermaus. Weitere Unterscheidungsmerkmale waren die kürzeren und breiteren Nasenlöcher, die kürzeren Flügel und der kräftigere Gaumen. Die Länge (einschließlich Schwanz) betrug 90 Millimeter, die Unterarmlänge 46,6 bis 48,3 Millimeter, die Schienbeinlänge 19,0 bis 19,7 Millimeter und die Ohrenlänge 18,8 bis 19,1 Millimeter. Das Körpergewicht betrug 25 bis 35 Gramm.
Neuseelandfledermäuse haben kräftige Beine, mit denen sie geschickt und flink über den Boden krabbeln können. Die Große Neuseelandfledermaus flog langsam und stieg dabei nie mehr als zwei oder drei Meter über dem Boden. Sie ernährte sich vornehmlich von Insekten, die sie am Boden fing, aber auch von Küken des Dunklen Sturmtaucherns (Puffinus griseus). Als Schlafplatz benutzte sie die Bruthöhlen von Sturmtauchern. Die Paarungszeit war von April bis Mai.